# 四方明子

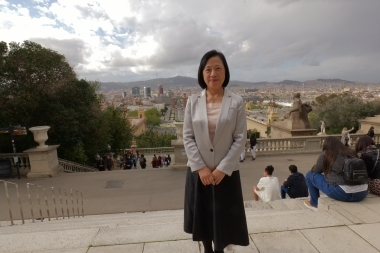
外務省より公表された公式肖像画像

四方 明子（しかた あきこ、1963年〈昭和38年〉7月30日 - ）は、宮崎県出身の日本の外交官。
大臣官房広報文化外交戦略課企画官、大臣官房総務課地方連携推進室長、衆議院事務局国際部渉外課長、中南米局中米カリブ課地域調整官などを経て、2024年2月から、在バルセロナ日本国総領事館総領事を務める。

## 略歴
- 1985年　外務省専門職員採用試験合格
- 1986年3月　上智大学外国語学部イスパニア語学科卒業
- 1986年4月　外務省入省
- 1999年3月　経済協力開発機構日本政府代表部 二等書記官
- 2002年4月　経済協力開発機構日本政府代表部 一等書記官
- 2002年8月　在メキシコ日本国大使館 一等書記官
- 2005年4月　中南米局南米カリブ課 課長補佐
- 2008年7月　中南米局南米課 課長補佐
- 2010年1月　経済局国際貿易課 課長補佐
- 2013年2月　在英国日本国大使館 一等書記官
- 2015年3月　大臣官房広報文化外交戦略課 上席専門官
- 2015年4月　大臣官房広報文化外交戦略課企画官
- 2018年9月　大臣官房総務課地方連携推進室長
- 2020年4月　衆議院参事 国際部渉外課長
- 2023年10月　外務省中南米局中米カリブ課地域調整官
- 2024年2月　在バルセロナ日本国総領事館 総領事